# 德尔·雷卡·奇普里亚尼
德尔·雷卡·奇普里亚尼（義大利語：Der Reka Cipriani，1943年6月6日—），意大利击剑运动员。她曾代表意大利参加1972年夏季奥林匹克运动会击剑比赛，结果在女子团体花剑项目上获得第四名。